# Erentepe
Erentepe (Kurdisch: Lîz) ist eine Gemeinde im Landkreis Bulanık der Provinz Muş im Osten der Republik Türkei. Mehmet Yaşık ist Bürgermeister der Gemeinde. 2007 hatte der Ort 5.628 Einwohner.